# راکتور آزمایشی مهندسی همجوشی چین
راکتور آزمایشی مهندسی همجوشی چین (انگلیسی: China Fusion Engineering Test Reactor) که به اختصار CFETR نامیده می‌شود، یک توکامک قدرت همجوشی پیشنهادی است که از میدان مغناطیسی برای محدود کردن پلاسمای داغ و تولید انرژی استفاده می‌کند.
از سال ۲۰۱۵، دستگاه‌های توکامک به‌عنوان گزینه‌های پیشرو برای ساخت راکتورهای همجوشی گرماهسته‌ای عملی و کارآمد مطرح شده‌اند. این راکتورها ممکن است برای تولید انرژی پایدار با تأثیرات زیست‌محیطی کمتر و ردپای کربنی کوچکتر نسبت به نیروگاه‌های مبتنی بر سوخت فسیلی مورد استفاده قرار گیرند.
راکتور CFETR قصد دارد از پژوهش‌های پیشین در زمینه همجوشی هسته‌ای از جمله برنامه رآکتور گرماهسته‌ای آزمایشی بین‌المللی (ITER) بهره گرفته و شکاف‌های موجود میان ITER و نسل بعدی نیروگاه‌های گرماهسته‌ای و کلاس جانشین آن، نیروگاه آزمایشی (DEMO)، را پر کند.
تا سال ۲۰۱۹، سه راکتور آزمایشی همجوشی در چین فعال بودند: توکاماک ابررسانای تجربی پیشرفته در مؤسسه ASIPP در هفئی، HL-2A(M) در مؤسسه فیزیک جنوب غربی (SWIP) در چنگدو و J-TEXT که در دانشگاه علم و فناوری هوآژونگ در ووهان قرار دارد. علاوه بر این، از سال ۲۰۲۱، برای شبیه‌سازی دقیق‌تر عملکرد CFETR, HL-2A در SWIP به HL-2M ارتقا یافت. ساخت HL-2M در نوامبر ۲۰۱۹ تکمیل شد و این دستگاه در ۴ دسامبر ۲۰۲۰ به بهره‌برداری رسید.
طرح مفهومی CFETR، که در سال ۲۰۱۵ تکمیل شد، عمدتاً بر اساس طراحی این سه راکتور همجوشی داخلی است. احتمالاً ساخت CFETR در دهه ۲۰۲۰ آغاز خواهد شد و تا دهه ۲۰۳۰ تکمیل می‌شود.

## اهداف و مقاصد
راکتور آزمایشی مهندسی همجوشی چین (CFETR) در دو فاز عملیاتی خواهد شد. در فاز اول، CFETR باید عملکرد پایدار حالت دائمی و خودکفایی در تولید تریتیوم را با نسبت تولید تریتیوم (Tritium Breeding Ratio) بیشتر از ۱ به نمایش بگذارد. همچنین در این فاز، تولید توان همجوشی تا ۲۰۰ مگاوات باید نشان داده شود.
در فاز دوم، که فاز اعتبارسنجی DEMO است، CFETR باید توان بالاتر از ۱ گیگاوات تولید کند.
به‌طور کلی، CFETR همچنین به عنوان یک ابزار تحقیق و توسعه برای آزمایش مواد ساختاری و عملکردی مختلف استفاده خواهد شد تا مواد مقاوم در برابر شار نوترونی بالا شناسایی یا توسعه داده شوند.

## طراحی
تا سال ۲۰۱۹، طراحی CFETR در مرحله طراحی مهندسی قرار داشت که انتظار می‌رفت بین سال‌های ۲۰۲۰ تا ۲۰۲۱ تکمیل شود. مرحله اول، که بین سال‌های ۲۰۱۰ تا ۲۰۱۵ انجام شد، به عنوان مرحله طراحی مفهومی شناخته می‌شود. در این مرحله، لازم بود که امکان‌پذیری اقتصادی ساخت یک دستگاه کوچک‌مقیاس اثبات شود. علاوه بر این، این مرحله به عنوان اثبات مفهومی برای ساخت یک راکتور همجوشی مقرون‌به‌صرفه و قادر به تولید توان عمل می‌کرد.
مرحله دوم طراحی، یعنی مرحله طراحی مهندسی، از سال ۲۰۱۵ آغاز شد و به سمت طراحی یک دستگاه بزرگ‌مقیاس با هدف دستیابی به تولید توان ۱ گیگاوات طبق نیازمندی‌های اعتبارسنجی DEMO هدایت شد. از سال ۲۰۱۷، پژوهش‌ها به سمت شبیه‌سازی سناریوهای عملیاتی مختلف و بررسی جزئیات طراحی‌های تجربی اجزای مختلف CFETR، از جمله محفظه خلأ کامل و فناوری تولید تریتیوم، متمرکز شد.
تا سال ۲۰۱۹، یافته‌های به‌دست‌آمده از مراحل مفهومی و مهندسی پژوهش‌ها در حال تلفیق، یکپارچه‌سازی و توسعه بیشتر بودند.